# Indikátor növény
Az indikátor növény olyan lágy- vagy fásszárú növény, amely bizonyos vírusokra vagy környezeti faktorokra specifikus tünetekkel reagál, és ezen faktorolkkimutatására és meghatározására alkalmazzák.

## Etimológia
indico2 3dixi, dictus (dico) (latin) 1. bejelent, kihirdet, 2. rendel vhová., indicator – megjelölő. 

## Alkalmazásuk a növényvirológiában
A növényi vírusok vizsgálatának kezdete óta a virológusok alternatív gazdanövényt kerestek az új vagy feltételezett vírusok tanulmányozásakor, különösen azokét, amelyek mechanikailag (növényi nedvvel) átvihetők. Az ideális alternatív gazdaszervezet az, amely azonnal és jellegzetesen reagál a vírusokat tartalmazó sejtnedv-átvitelre, lehetőleg helyi elváltozások kialakulásával a megfertőzött leveleken. Az ilyen növény "differenciál-gazda" vagy "indikátor növény" néven vált ismertté. A gyümölcsfavírusok esetében általában olyan lágyszárú indikátor növényt választanak, melyek mechanikai átvitele sikerrel jár, legáltalánosabban használtak a Chenopodiaceae (libatop formák), a Cucurbitaceae (tökfélék v. kabakosok), és a Solanaceae (burgonyafélék) növénycsaládba tartozó lágyszárúak. Fásszárú tesztnövények elsőrendű fonzosságúak az eredeti gazdanövényfajra történő visszafertőzés. Ehhez magoncokat használnak, bár a fogékonyság gyakran gyenge eredményű. Csonthéjas magomcok között egyes fajok könnyebben fertőzhetők, pl. Prunus persica, P. mahaleb, P. pennsylvanica. Az almamagoncokra is több vírus mechanikai átvitele is sikeres, de a magoncok kora is fontos tényező: lehet 8 napos vagy akár 5 hónapos is. A fásszárú indikátor növényeknél több feltételnek is meg kell felelni: pl. vírusmentesség, könnyű termeszthetőség, gyors tüneti reakció, ugyanazon tüneteket mutassa különböző körülmények között, legalább 80% átviteli arány elérése, könnyen legyen oltható lágyszárú növényanyaggal.
Napjainkban azonban az ismert növényvírusok kimutatására szerológiai (ELISA) és/vagy molekuláris biológiai (nukleinsav alapú) vizsgálatokat (PCR) is alkalmaznak, részben egyszerűségük, részben megbízhatósági előnyeik alapján.

### Shirofugen-teszt PNRS fertőzöttség kimutatására
Speciális módja s suemzéssel baló bírusátvitel. A Prunus serrulata cv. Shirofugen díszcseresznyét szemzik be a vizsgálandó fa rügyeivel. Ha a fa beteg, akkor a szem körül nekrotikus  védekezési zóna keletkezik. Egy hajtásra 5-5 szemet használba 1-3 fa Prunus necrotic ringspot virus (PNRS) elbírálására alkalmas.

### Az Impatiens gyűrűsfoltosság kimutatása petúnia indikátor (teszt)növénnyel
A tospovírusok, így az Impatiens nekrotikus foltosság vírus (Impatiens necrotic virus, INSV) és a paradicsom foltos hervadás vírus (Tomato spotted wilt virus, TSWV) terjesztője a nyugati virágtripsz (Frankliniella occidentalis)]. Az INSV és a TSWV rendkívül széles gazdanövény-tartománnyal rendelkezik, amelyek átfedésben vannak, elsődleges és leghatékonyabb vektoruk a nyugati viágtripsz. Az INSV gyakoribb az üvegházi dísznövények körében, míg a TSWV gyakoribb a zöldségnövények között, ide értve a paradicsomot és a paprikát.
1. Helyezze a petúnia indikátor növényeket olyan területekre, ahol nagyobb a tripszpopuláció (a ragadós csapda lapok alapján). A tripszekkel történő átvitel hatékonyságának növelésére helyezzen egy kék, nem ragadós lapot  a növényekre (szín, amely vonzza a tripszeket).
2. Távolítsa el a virágokat, hogy a tripszek táplálkozhassanak a lombozaton, ahol tünetek megjelennek.
3. Háromnaponta ellenőrizze a petúniákat. A petúnia levelei fehér hegesedést mutatnak, amikor a tripszek szívogatják őket. Ha a tripszek INSV-vel fertőzöttek, barna szegély alakul ki a táplálkozási sérülés körül.
4. A petúnia azonban nem lesz új fertőzés forrása az üvegházban. A vírusos elváltozás lokalizált marad, ezért eltávolíthatók a fertőzött levelek.
5. Helyezze a petúnia indikátor növényeket a növények közé a padló szintjére. A petúniák esetében 8-12 méterenként eredményesen jelzik az ISNV fertőzést, vagy annak hiányát.

### A Potato virus x (PVX) kimutatása indikátor növényekkel, illetve szerológiai (ELISA) és nukleinsav vizsgálatokkal (PCR)
2006-ban beszámoltak egy erős fertőzöttségű zöldborsóban indikátor növények alkalmazhatóságáról. A Petunia hybrida, Physalis floridana, Nicandera physaloides és a Solanum nigrum új indikátor növényei a Potato virus X (PVX)-fertőzöttségnek. A vírusfertőzöttséget DAS-ELISA (direkt kettős antitest szendvics, double antibody sandwich-ELISA) és RT-PCR (reverse transcription polymerase chain reaction) módszerekkel is ellenőrizték.

## További szócikkek
- Biológiai indikátorok
- Tesztnövény